# 国务院扶贫开发领导小组办公室
国务院扶贫开发领导小组办公室，简称国务院扶贫办，是已撤销的国务院议事协调机构国务院扶贫开发领导小组的办事机构。于2021年撤销建制。
国务院扶贫开发领导小组办公室主要负责拟定扶贫开发的法律法规、方针政策和规划；审定中央扶贫资金分配计划；组织调查研究和工作考核；协调解决扶贫开发工作中的重要问题；调查、指导全国的扶贫开发工作；做好扶贫开发重大战略政策措施的顶层设计。

## 沿革
1982年12月22日，《国务院办公厅关于成立三西（河西、定西、西海固）地区农业建设领导小组的通知》（国办发〔1982〕85号）发出，内称“为加快甘肃河西走廊商品粮基地建设，改变甘肃定西、宁夏西海固地区的贫困面貌，国务院决定成立三西（河西、定西、西海固）地区农业建设领导小组。主要任务为：“组织各方面的力量，制定建设规划，合理使用国家拨给的专项资金，协调解决建设中的有关问题。”领导小组的办事机构设在中华人民共和国农牧渔业部，负责办理日常工作。
1986年5月16日，《国务院办公厅关于成立国务院贫困地区经济开发领导小组的通知》（国办发〔1986〕39号）发出，成立国务院贫困地区经济开发领导小组，日常工作由朱荣主持。小组下设国务院贫困地区经济开发领导小组办公室（简称“开发办”），负责办理日常工作，设在中华人民共和国农牧渔业部，杨雍哲兼任办公室主任。
1988年7月18日，《国务院办公厅关于调整国务院贫困地区经济开发领导小组的通知》（国办发〔1988〕30号）发出，国务院决定将国务院贫困地区经济开发领导小组与“三西”地区农业建设领导小组合并为国务院贫困地区经济开发领导小组。国务院贫困地区经济开发领导小组的日常工作由朱荣主持；黎中分工负责“三西”地区工作。国务院贫困地区经济开发领导小组办公室（简称“开发办”）设在中华人民共和国农业部，杨雍哲兼任办公室主任。同时保留“三西”地区办公室，与开发办合署办公，刘光祖任“三西”地区办公室主任。
1993年9月17日，《国务院办公厅关于调整国务院贫困地区经济开发领导小组名称和成员的通知》（国办发〔1993〕62号）发出，国务院贫困地区经济开发领导小组更名为国务院扶贫开发领导小组。1993年12月28日，正式更名为国务院扶贫开发领导小组。下设国务院扶贫开发领导小组办公室。
1998年5月18日《国务院办公厅关于调整国务院扶贫开发领导小组成员的通知》（国办发〔1998〕24号）发出，规定“国务院扶贫开发领导小组在农业部单设办事机构，高鸿宾任办公室主任。”
2002年2月25日，《国务院办公厅关于印发国务院扶贫开发领导小组办公室职能配置内设机构和人员编制规定的通知》（国办发〔2002〕17号）发出，经中共中央、国务院批准，将原农业部内设机构国务院扶贫开发领导小组办公室单独设置，并且升格为副部级，为国务院扶贫开发领导小组的办事机构。国务院扶贫开发领导小组办公室的机关后勤事务及离退休经费由国务院机关事务管理局管理，具体工作由农业部承担。原由农业部管理的国务院扶贫开发领导小组办公室外资项目管理中心、全国贫困地区干部培训中心、中国扶贫开发服务中心，全部划转国务院扶贫开发领导小组办公室管理，作为国务院扶贫开发领导小组办公室直属事业单位。
2021年1月，国务院决定成立国务院部委管理的国家局国家乡村振兴局，统筹全国推进乡村振兴战略的具体工作，由农业农村部管理。2021年2月16日，《求是》杂志2021年第4期发表“中共国家乡村振兴局党组”的署名文章《人类减贫史上的伟大奇迹》，表明该机构已经成立。国务院扶贫开发领导小组办公室建制相应撤销。原国务院扶贫办的人员编制、内设机构及行政关系由国家乡村振兴局承接。
2021年2月25日，国家乡村振兴局正式挂牌成立，国务院扶贫办摘牌撤销。

## 职责
根据《国务院扶贫开发领导小组办公室职能配置、内设机构和人员编制规定》，国务院扶贫开发领导小组办公室承担下列职责：
1. 承办国务院扶贫开发领导小组的日常工作。
2. 研究拟定扶贫开发工作的政策、规划并组织实施。
3. 协调社会各界的扶贫工作，协调组织中央国家机关定点扶贫工作和东部发达地区支持西部贫困地区的扶贫协作工作。
4. 拟定农村贫困人口和国家扶贫开发工作重点县的扶持标准，研究提出确定和撤销贫困县的意见。
5. 组织对扶贫开发情况进行统计和动态监测，指导扶贫系统统计信息工作。
6. 协调拟定中央扶贫资金分配方案，指导、检查、监督扶贫资金的使用，指导跨省区重点扶贫项目。
7. 组织开展扶贫开发宣传工作。
8. 负责有关扶贫的国际交流与合作。
9. 承担全国贫困地区干部扶贫开发培训工作。
10. 承办国务院扶贫开发领导小组交办的其他事项。

## 机构设置
根据《国务院扶贫开发领导小组办公室职能配置、内设机构和人员编制规定》，国务院扶贫开发领导小组办公室设置下列机构：

### 内设机构
- 综合司
- 政策法规司
- 规划财务司
- 开发指导司
- 社会扶贫司
- 考核评估司
- 机关党委（人事司）

### 直属事业单位
- 中国扶贫发展中心
- 中国国际扶贫中心
- 全国扶贫宣传教育中心
- 国务院扶贫开发领导小组办公室信息中心

### 主管社会团体
- 中国扶贫基金会
- 中国扶贫开发协会
- 中国老区建设促进会
- 友成企业家扶贫基金会
- 中国扶贫志愿服务促进会

## 历任领导
| 主任 - 程金瑞（？—？，“三西”地区办公室主任） - 刘光祖（1988年—？，国务院开发办副主任兼“三西”地区办公室主任） - 杨雍哲（1986年—1990年，国务院开发办主任） - 杨钟（1991年—1996年，国务院开发办、国务院扶贫办主任，专职副组长兼） - 高鸿宾（1996年4月—2003年） - 刘坚（2003年—2007年） - 范小建（2007年—2013年11月21日） - 刘永富（2013年11月21日—2021年） | 副主任 - 杨贵（1982年12月—？，“三西”地区办公室副主任） - 刘光祖（1986年—？，国务院开发办副主任） - 张铭羽（？—？，国务院开发办副主任） - 高鸿宾（？—1996年4月，国务院开发办、国务院扶贫办副主任；2003年—2007年，国务院扶贫办副主任） - 蒋晓华（？—2003年） - 王国良（2003年9月—2014年） - 郑文凯（2007年—2016年11月21日） - 欧青平（2014年—2021年） - 洪天云（2014年—2021年） - 陈志刚（2016年11月21日—2021年） - 夏更生（2018年—2021年） |